# Poříčí nad Sázavou
Poříčí nad Sázavou là một làng thuộc huyện Benešov, vùng Středočeský, Cộng hòa Séc.